# Caspar Johannes Boye
Caspar Johannes Boye (* 27. Dezember 1791 zu Kongsberg in Norwegen; † 6. Juli 1853 in Kopenhagen) war ein dänischer Dichter.

## Leben
Boye studierte seit 1810 in Kopenhagen Theologie, war längere Zeit Lehrer am Jonstrupschen Schullehrerseminar, erhielt 1826 die Pfarrerstelle zu Sölleröd auf Seeland, wurde 1835 nach Helsingør, 1847 nach Kopenhagen als Garnisonsprediger versetzt.
Boye fand im Anfang seines anonymen Auftretens als Dramatiker („Juta“, „Svend Grathe“ etc.) Beifall und ging ein paar Jahre lang unter dem Namen „Dänemarks großer unbekannter Dichter“. Indessen haben seine Tragödien sich nicht auf dem Repertoire des Nationaltheaters halten können. Boye ist unverkennbar beeinflusst von Öhlenschläger, doch charakterisiert seine Dichtungen eine krankhafte Sentimentalität, die in starkem Gegensatz zu der Gesundheit und Wahrheit ihrer Vorbilder steht; gleichwohl verraten alle eine entschiedene poetische Begabung, und ihre dramatische Struktur ist nicht ohne Verdienst. Auch mehrere seiner sonstigen poetischen Produktionen, z. B. die Ballade Kirkeklokken i Farum und das Nationallied Der er et Land, dets Sted er höit mod Norden, sind sehr populär geworden. Nachdem er Pfarrer in Sölleröd war, schrieb er nur noch geistliche Poesien. Er war der Übersetzer der Romane von Walter Scott.

## Werke
- Aandelige Digte og Sange (Kopenhagen 1833–36, 4 Bde.)
- Nye Samling (Kopenhagen 1840–43, 2 Bde.; neue Ausgabe 1847–54, 3 Bde.)
- Udvalgte poetiske Skrifter 4 Bände (Kopenhagen 1850–51).

Dieser Artikel basiert auf einem gemeinfreien Text aus Meyers Konversations-Lexikon, 4. Auflage von 1888 bis 1890.
| Personendaten    | Personendaten         |
| ---------------- | --------------------- |
| NAME             | Boye, Caspar Johannes |
| KURZBESCHREIBUNG | dänischer Dichter     |
| GEBURTSDATUM     | 27. Dezember 1791     |
| GEBURTSORT       | Kongsberg in Norwegen |
| STERBEDATUM      | 6. Juli 1853          |
| STERBEORT        | Kopenhagen            |